# Alex Frame
Alex Frame (Christchurch, 18 juni 1993) is een Nieuw-Zeelands voormalig baan- en wegwielrenner die in 2018 en 2019 reed voor Trek-Segafredo.

## Carrière
In de jeugdcategorieën was hij voornamelijk actief in het baanwielrennen. En met succes, want op het Wereldkampioenschappen baanwielrennen voor junioren in 2011, behaalde hij samen met Scott Creighton, Fraser Gough en Dylan Kennett brons op het onderdeel ploegenachtervolging. Een dag later wist hij dit over te doen tijdens de puntenkoers. Hier eindigde hij op 260 punten van winnaar Domenic Weinstein. 
In 2012 maakte Frame zijn opwachting in de Beloften categorie, hij trok naar Europa om zich meer op het wegwielrennen te kunnen concentreren. In 2013 reed hij voor het Duitse Thüringer Energie Team en een jaar later voor het Giant-Shimano Development Team. Dit was het opleidingsteam van Giant-Shimano. 
Na het opdoeken van dat laatste team zat hij voor 2015 zonder team. Hij trok weer naar Nieuw-Zeeland om er zich weer op het baanwielrennen te focussen. In januari werd hij tweed op het nationaal kampioenschap individuele achtervolging, enkel Dylan Kennett was sneller. Tijdens de scratch wist hij diezelfde Kennett wel achter zich te houden, en kroonde zicht zo tot nationaal kampioen. In maart van datzelfde jaar behaalde hij samen met Kennet, Pieter Bulling en Marc Ryan de gouden plak op het WK ploegenachtervolging. In de finale versloegen ze met ruim verschil de Britse favorieten. Voor de Olympische spelen van het daaropvolgende jaar werd Frame als reserve geselecteerd voor de Nieuw-Zeelandse achtervolgingsploeg. Het viertal Pieter Bulling, Aaron Gate, Dylan Kennett en Regan Gough zou uiteindelijk als vierde eindigen.
In 2017 focuste Alex Frame zich weer helemaal op de weg. 

## Baanwielrennen

### Palmares
| Jaar | NK                                                    | WK                     | Overig |
| ---- | ----------------------------------------------------- | ---------------------- | ------ |
| 2012 | achtervolging · scratch · 6e puntenkoers · 7e tijdrit | 4e scratch 22e tijdrit |        |
| 2015 | scratch · achtervolging · 5e puntenkoers · 9e tijdrit | ploegenachtervolging   |        |
| 2016 | scratch                                               | 21e scratch            |        |

## Wegwielrennen

### Overwinningen
2016
2e en 11e etappe Ronde van het Poyangmeer
2017
3e en 5e etappe New Zealand Cycle Classic
Proloog en 3e etappe Istrian Spring Trophy
2e etappe Ronde van Loir-et-Cher

### Resultaten in voornaamste wedstrijden
|      | \| Jaar \| Gent-Wevelgem \| \| ---- \| ------------- \| \| 2019 \| opgave \| |
| Jaar | Gent-Wevelgem                                                                |
| 2019 | opgave                                                                       |

## Ploegen
- 2013 –  Thüringer Energie Team
- 2014 –  Development Team Giant-Shimano
- 2016 –  JLT Condor
- 2017 –  JLT Condor
- 2018 –  Trek-Segafredo
- 2019 –  Trek-Segafredo

Bertilsson · Biermans · Brockhoff · Frame · van der Haar · Haugaard · Ludvigsson · Pölder · Rask · Schachmann · Janssen (stagiair)
Atkins · Briggs · Clancy · Downing · Dunne · Frame · Grivell-Mellor · Lapier · Laverack · Lawless · McCarthy · Moses · Mould · Slater · Williams · Hennessy (stagiair)
Alafaci · Beppu · Bernard · Brambilla · Brändle · Conci · Daniel · Degenkolb · Didier · Eg · Felline · Frame · Gogl · Grmay · Guerreiro · Irizar · de Kort · Mollema · Mullen · Nizzolo · Pantano · Pedersen · van Poppel · Rast · Reijnen · Skujiņš · Stetina · Stuyven
Beppu · Bernard · Brambilla · Ciccone · Clarke · Conci · Degenkolb · Eg · Felline · Frame · Gogl · Irizar (actief t/m 3 augustus) · Kirsch · de Kort · Mollema · Mosca (vanaf 1 augustus) · Moschetti · Mullen · Pantano · Pedersen  · Porte · Reijnen · Skujiņš · Stetina · Stuyven · Theuns · Debeaumarché (stagiair) · López (stagiair) · Quarterman (stagiair)